# Altered Beast
Altered Beast (яп. 獣王記 дзю:о:ки, «Хроники звериных царей») — видеоигра жанров платформер и beat’em up, разработанная и выпущенная компанией Sega в 1988 году. Игра была выпущена для аркадных автоматов Sega, позже игра была портирована на игровые консоли и бытовые компьютеры, такие как: NES, Sega Master System (причём версия для первой является портом со второй), Sega MegaDrive/Genesis и TurboGrafx 16. Также версия для Genesis была переиздана для аркадной системы Mega-Tech.
С 2010 года игра доступна в составе сборника SEGA Mega Drive and Genesis Classics для платформ Linux, macOS, Windows, с 2018 — PlayStation 4, Xbox One и Nintendo Switch.

## Игровой процесс
Altered Beast — игра в жанре сайд-скроллера с элементами платформера и beat’em up. Игровой процесс разделён на пять уровней, действие которых происходит в Древней Греции. Игра поддерживает одновременное прохождение двумя игроками. На каждом уровне присутствуют враги в виде восставших мертвецов и существ из древнегреческой мифологии. В конце каждого уровня находится демонический бог Нефф. Между уровнями воспроизводятся короткие анимационные вставки, показывающие пленённую Афину. Базовый игровой процесс включает в себя удары руками, ногами и прыжки.
Сюжет игры разворачивается вокруг похищения Афины Неффом, владыкой подземного мира. Для спасения дочери верховный бог Зевс воскрешает одного из воинов, наделяя его сверхъестественными способностями. Выбор пал на римского центуриона из уважения к доблести римских воинов. Протагонистом выступает этот воскрешённый воин, получивший от Зевса силы для борьбы с Неффом и его потусторонней армией. В оригинальной аркадной версии игры присутствует неожиданный сюжетный поворот: в финальных титрах выясняется, что все события представляют собой съёмки кинофильма.
После победы над двухголовым белым волком появляется усиление в виде Шара Духа (Spirit Ball). Каждый собранный шар увеличивает размер и силу персонажа. При накоплении трёх шаров происходит трансформация в звериную форму с усиленными боевыми способностями, необходимыми для последующего сражения с Неффом. Доступные формы включают дракона, медведя, тигра, волка и золотого волка. Каждая форма обладает уникальными способностями: дракон использует молнии и электрический барьер; медведь обращает врагов в камень; тигр метает огненные шары зигзагообразной траекторией; волк бросает прямолетящие огненные шары меньшей мощности и обладает мощной атакой броском; золотой волк имеет идентичные волку способности. В версии игры для Famicom также присутствуют формы акулы, льва и феникса.

## Разработка
Разработкой Altered Beast руководил Макото Утида. При создании игры он черпал вддохновение из фильма «Вой», музыкального видео на песню Майкла Джексона «Thriller» и фильмов Рэя Харрихаузена. Древнегреческий сеттинг был выбран как наиболее подходящий для задуманных персонажей. Утида отмечал, что испытывал трудности во время разработки, поскольку это был его первый проект в качестве руководителя. Для достижения игрового баланса он активно сотрудничал с ведущим программистом проекта.
Одной из главных задач Утиды было создание эффектного визуального ряда. Для достижения этой цели ведущему художнику было выделено месяц исключительно на разработку анимаций трансформации главного персонажа. Для реализации проекта использовалась аркадная система System 16, позволявшая создавать детализированные спрайты крупных размеров и реализовывать сложные визуальные эффекты, включая расчленение персонажей в бою. Неудовлетворённый первоначальными концепт-артами, Утида лично участвовал в создании эскизов персонажей совместно с художником. Несмотря на успешный результат, это решение привело к уходу ведущего дизайнера из команды. В игру включены пасхальные яйца с отсылками к другим проектам на System 16 — Alex Kidd: The Lost Stars и Shinobi, что являлось данью уважения членам команды, ранее работавшим над этими играми.
На этапе разработки планировалось внедрение кнопок с чувствительностью к силе нажатия. Однако переговоры с владельцем патента на устройство не привели к соглашению из-за малого объёма планируемого заказа. Отсутствие данной функции привело к сокращению количества игровых действий персонажа вдвое. По мнению Утиды, упрощение игровой механики стало причиной быстрой потери интереса игроков к Altered Beast. При этом разработчик отмечал положительную реакцию тестировщиков во время разработки игры.

## Выпуск
Аркадная версия Altered Beast, выпущенная в июне 1988 года, получила большую популярность за пределами Японии. Благодаря успеху игра была выбрана в качестве стартовой игры, поставляемой в комплекте с игровыми системами Sega Genesis и Mega Drive в Северной Америке и Европе. Утида не принимал непосредственного участия в разработке версий для Genesis и Master System, однако консультировал разработчиков. Портирование на Genesis не вызывало у него беспокойства, поскольку консоль базировалась на той же аппаратной архитектуре, что и аркадная система System 16. Внедрение чувствительной к силе нажатия кнопки в версии для Genesis не состоялось из-за технических ограничений консоли и сжатых сроков разработки. В японской версии консоли игра не поставлялась в комплекте. К моменту посещения Утидой США через три года Altered Beast была заменена на Sonic the Hedgehog, частично из-за опасений относительно неприятия тематики зомби и магии в регионе «Библейского пояса».
Помимо версий для Sega Genesis и Master System, Altered Beast была портирована на множество платформ: PC Engine, PC Engine-CD, Famicom, Atari ST, Commodore 64, ZX Spectrum, Amstrad CPC и Amiga. Разработкой версий для европейских систем занималась компания Activision. Различные версии игры имели существенные отличия. Некоторые порты, включая версию для Master System, содержали сокращённое количество уровней. В других версиях появились дополнительные формы трансформации — например, в версии для Famicom, разработанной компанией Asmik, были добавлены формы человекоподобного льва, акулы и феникса.
Версия игры для Sega Genesis вошла в состав сборников Sega Smash Pack, Sega Genesis Collection и Sonic’s Ultimate Genesis Collection. В двух последних сборниках также присутствовала разблокируемая аркадная версия игры. Altered Beast была выпущена в сервисе Virtual Console для Wii, Xbox Live Arcade для Xbox 360 и PlayStation Network для PlayStation 3. В 2017 году состоялся выпуск игры для платформ iOS и Android в составе сборника Sega Forever. Компания M2 выпустила 3D-версию игры для Nintendo 3DS в качестве цифрового релиза в Nintendo eShop. Altered Beast входила в число предустановленных игр системы Sega Mega Drive Mini. С 16 декабря 2021 года игра стала доступна подписчикам сервиса Nintendo Switch Online + Expansion Pack.